# امیلیو گوئرا
امیلیو گوئرا (انگلیسی: Emilio Guerra؛ زادهٔ ۱۵ مارس ۱۹۸۲) بازیکن فوتبال اهل اسپانیا است.
از باشگاه‌هایی که در آن بازی کرده‌است می‌توان به باشگاه فوتبال اتلتیکو مادرید، باشگاه فوتبال بارسلونا، باشگاه فوتبال سابادل، باشگاه فوتبال بارسلونا بی، و باشگاه فوتبال اتلتیکو مادرید بی اشاره کرد.